# Otar Pkhak'adze
Otar Pkhak'adze (in georgiano ოთარ ფხაკაძე?; Kutaisi, 28 febbraio 1993) è un cestista georgiano.

## Carriera
Con la Georgia ha disputato i Campionati europei del 2013.